# Tweed Heads
Tweed Heads è una città dell'Australia situata nel Nuovo Galles del Sud. Si trova a circa 830 km a nord di Sydney e a circa 120 a sud di Brisbane nella LGA della contea di Tweed.

## Geografia fisica
La città, situata presso la foce del fiume Tweed, è la più settentrionale del Nuovo Galles del Sud, confinando con la città gemella di Coolangatta nel Queensland.